# Hermonassa robusta
Hermonassa robusta là một loài bướm đêm trong họ Noctuidae.